# Michael Carbonaro
Michael Joseph Carbonaro (ur. 28 kwietnia 1976 na Long Island w stanie Nowy Jork) – amerykański aktor filmowy i telewizyjny. Jest również aktorem stand-up'owym.

## Życiorys
Mając siedemnaście lat debiutował na kinowym ekranie w thrillerze Martina Scorsese Ciemna strona miasta (Bringing Out the Dead, 1999) u boku Nicolasa Cage, Patricii Arquette, Queen Latifah, Johna Goodmana, Elmer Bernstein i Marca Anthony’ego. W operze mydlanej CBS Guiding Light (2006) pojawił się jako magik. Jego kreacja nieco niewinnego Andy’ego Wilsona w komedii Kolejny gejowski film (Another Gay Movie, 2006) została uhonorowana dwiema nagrodami jury na festiwalu filmowym L.A. Outfest w Los Angeles; rolę tę aktor powtórzył w sequelu – Another Gay Sequel: Gays Gone Wild (2008). W serialu NBC Prawo i bezprawie (Law & Order: Special Victims Unit) zagrał postać gwałciciela Jeffa Trapido. 
Wystąpił także na scenie w udanej off-broadwayowskiej komedii Jewtopia w roli Adama oraz na żywo w popularnych klubach stand-up w okolicach Nowego Jorku i Los Angeles.

## Filmografia

### Filmy kinowe/wideo
- 1999: Ciemna strona miasta (Bringing Out the Dead) jako klubowy dzieciak
- 2003: Opowieść dwóch pizzy (A Tale of Two Pizzas) jako Mikey Falcone
- 2006: Kolejny gejowski film (Another Gay Movie) jako Andy Wilson
- 2007: I Was a Creature from Outer Space jako Jim
- 2008: Another Gay Sequel: Gays Gone Wild jako Andy Wilson
- 2011: Boże, błogosław Amerykę (God Bless America) jako Robbie Barkley

### Seriale TV
- 2004: Chappelle’s Show jako menadżer WacArnolda
- 2006: Wszystkie moje dzieci (All My Children) jako Pijany pan młody
- 2006: Guiding Light jako magik
- 2007: Prawo i bezprawie (Law & Order: Special Victims Unit) jako Jeff Trapido
- 2009: Rockefeller Plaza 30 (30 Rock) jako kelner
- 2010: Jak to się robi w Ameryce (How to Make It in America) jako Marco
- 2010: CSI: Kryminalne zagadki Miami jako Gabe Calligan
- 2011: Szczęśliwi rozwodnicy (Happily Divorced) jako Jeremy
- 2011: Czarodzieje z Waverly Place (Wizards of Waverly Place) jako Robot / Zelzar
- 2011: Nadzdolni (A.N.T. Farm) jako Nicky G
- 2012: Chirurdzy jako Dominic Zicaro
- 2012: Newsroom (serial telewizyjny) jako Manny
- 2013: Szczęśliwi rozwodnicy (Happily Divorced) jako Jeremy